# Włodary
Włodary (deutsch Volkmannsdorf) ist ein Ort der Gmina Korfantów in der Woiwodschaft Opole in Polen.

## Geographie

### Geographische Lage
Das Straßendorf Włodary liegt im südwestlichen Teil Oberschlesiens im Friedländer Land. Das Dorf Włodary liegt rund neun Kilometer südwestlich vom Gemeindesitz Korfantów, rund 16 Kilometer östlich der Kreisstadt Nysa und etwa 49 Kilometer südwestlich der Woiwodschaftshauptstadt Oppeln.
Włodary liegt in der Nizina Śląska (Schlesischen Tiefebene) innerhalb der Równina Niemodlińska (Falkenberger Ebene). Durch den Ort verläuft die Woiwodschaftsstraße Droga wojewódzka 407.

### Nachbarorte
Nachbarorte von Włodary sind im Norden Mańkowice (Mannsdorf), im Nordosten Myszowice (Mauschwitz), im Osten Rynarcice (Rennersdorf) und im Süden Węża (Prockendorf).

## Geschichte

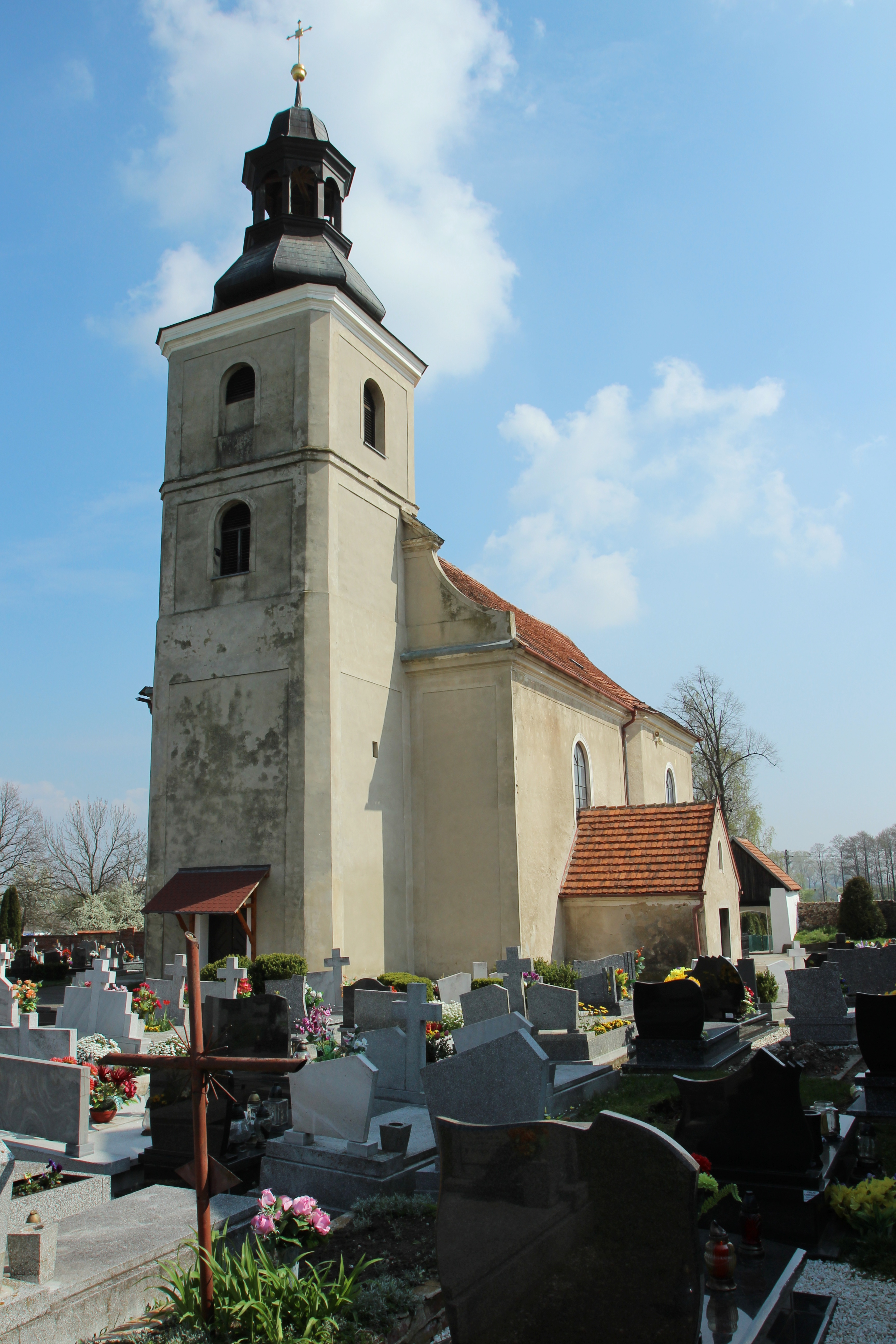
Mariä-Geburt-Kirche

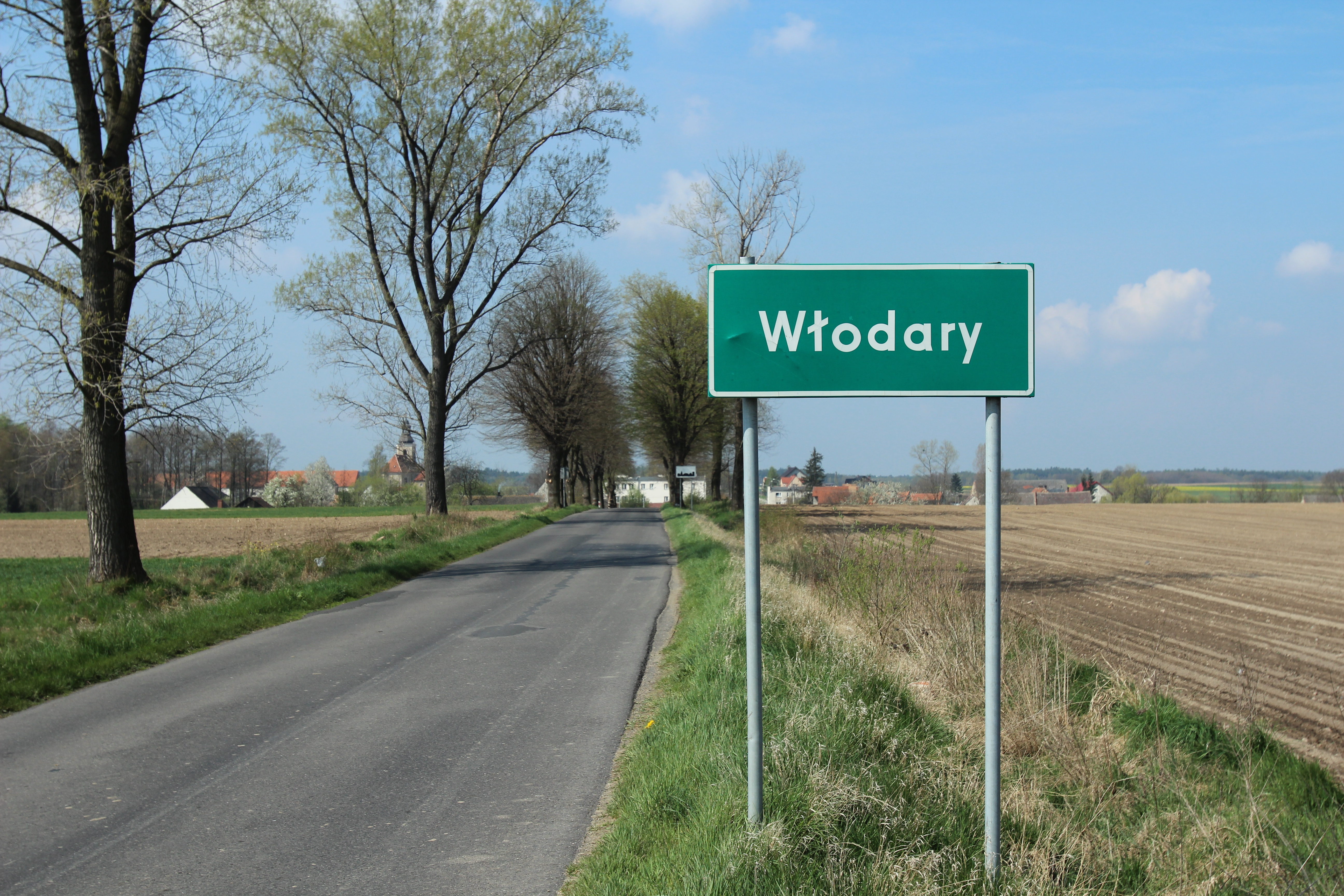
Ortseingang

Das Dorf wurde im Jahr 1284 erstmals als Villa Vlokmari erwähnt. 1305 wird erstmals eine Kirche im Ort erwähnt. 1371 wird der Ort als Wolkmanstorf erwähnt.
1694 stellt das Dorf Eichenholz für den Bau der Neisser Festung bereit. Nach dem Ersten Schlesischen Krieg 1742 fiel Volkmannsdorf mit dem größten Teil Schlesiens an Preußen. 1783 werden im Dorf eine Pfarrkirche, ein Presbyterium und eine katholisch Schule erwähnt. Weiterhin bestanden im Ort 104 Bauernhöfe.
Nach der Neuorganisation der Provinz Schlesien gehörte die Landgemeinde Volkmannsdorf ab 1816 zum Landkreis Neisse im Regierungsbezirk Oppeln. 1845 bestanden im Dorf eine katholische Kirche, eine katholische Schule, ein Schloss und 198 Häuser. Im gleichen Jahr lebten in Volkmannsdorf 937 Menschen, davon allesamt katholisch. 1865 zählte das Dorf 76 Bauern-, 38 Gärtner- und 40 Häuslerstellen. 1874 wurde der Amtsbezirk Volkmannsdorf gegründet, welcher aus den Landgemeinden Rennersdorf und Volkmannsdorf und dem Gutsbezirk Volkmannsdorf bestand. Erster Amtsvorsteher war der Gutsbesitzer Krautwald. 1885 zählte Volkmannsdorf 973 Einwohner.
1933 hatte Volkmannsdorf 950 und 1939 927 Einwohner. Bis 1945 befand sich der Ort im Landkreis Neisse.
Als Folge des Zweiten Weltkriegs fiel Volkmannsdorf 1945 wie der größte Teil Schlesiens unter polnische Verwaltung. Nachfolgend wurde der Ort in Włodary umbenannt und der Woiwodschaft Schlesien angeschlossen. 1946 wurde die deutsche Bevölkerung vertrieben. 1950 wurde es der Woiwodschaft Oppeln eingegliedert. 1999 kam der Ort zum neu gegründeten Powiat Nyski (Kreis Neisse). 2008 lebten in Włodary 732 Menschen.

## Sehenswürdigkeiten
- Die römisch-katholische Mariä-Geburt-Kirche (polnisch Kościół Narodzenia Najświętszej Marii Panny) ist die Pfarrkirche der gleichnamigen Pfarrei im Ort.  1305 wurde bereits im Ort eine Kirche erwähnt. Der heutige Bau wurde zwischen 1749 und 1754 im Stil des Barocks erbaut. Das Kirchengebäude wurde 1966 unter Denkmalschutz gestellt.[9]
- Denkmal für die Gefallenen des Ersten Weltkriegs
- Mehrere steinerne Wegekapellen
- Wegekreuz